# マーク・ルブラン
マーク・ルブラン（Marc "Mahk" LeBlanc）は、ゲームデザイナーであり、ゲーム研究者である。
マサチューセッツ工科大学のコンピュータサイエンス学部で学士、科学修士を修了後、ルッキンググラススタジオでの仕事を通して、『Ultima Underworld II』、『システム・ショック』、『Flight Unlimited』、『Terra Nova』、『シーフ』を含むいくつものゲーム開発に携わる。ルッキンググラススタジオを経てセガに入社し、スポーツゲームを作るVisual Conceptsのための人工知能開発にあたった。2003年にはMind Control Softwareに移り、Independent Games Festivalで受賞する『オアシス』を、アンドリュー・レカーと共に開発する。ルブランはまた、Indie Game Jamsにも参加している。
ゲーム開発に携わる一方、Game Developers Conferenceでゲームデザインのワークショップを開いており、そこで力学、ダイナミクス、美学によるMDA（Mechanics Dynamics Aesthetics）フレームワークを軸に、ゲームデザインの理論を探っている。MDAは、ダグ・チャーチによるゲーム論「Formal Abstract Design Tools」の一部にもなっている。ワークショップやMDAに関するいくつかの資料は、ルブランの個人サイトで公開されている。